# Charciabałda
Charciabałda (prononcé [xart͡ɕaˈbau̯da]) est un village polonais de la gmina de Myszyniec dans la powiat d'Ostrołęka de la voïvodie de Mazovie dans le centre-est de la Pologne.
Il se situe à environ 6 kilomètres au sud-ouest de Myszyniec (siège de la gmina), 37 kilomètres au nord-est d'Ostrołęka (siège de la powiat) et à 127 kilomètres au nord de Varsovie (capitale de la Pologne).

## Histoire
De 1975 à 1998, le village appartenait administrativement à la voïvodie d'Ostrołęka.